# Педро Паулета
Педро Паулета е бивш португалски футболист. Той е втори голмайстор на националният тим на Португалия за всички времена.

## Клубна кариера
Започва кариерата си в Униао Микаелензе, а после играе с екипа на Есторил Праия във втора португалска дивизия. През 1996 година се присъединява към испанския Саламанка. Със своите 19 гола помага на отбора да се класира за Примера дивисион. През 1998 подписва с Депортиво Ла Коруня. С този отбор той вдига титлата на Испания. През септември 2000 г. Педро отива да играе във Френската Лига 1 в състава на Бордо. Играе 3 сезона с екипа на жерондинците. През 2001/02 става голмайстор на първенството, заедно с Джибрил Сисе (по 22 гола). Става и футболист на годината във Франция през 2002 и 2003. В средата на 2003 е закупен от ПСЖ за 12 милиона евро. През 2005/06 и 2006/07 г. отново става голмайстор на шампионата. През ноември 2007 вкарва 100-тният си гол с екипа на парижани. Получава и капитанската лента. Отказва се от футбола след като неговият тим прави слаб сезон и завършва на 16 място в първенството.
През 2011 г. се завръща във футбола с екипа на Сао Рогуе – аматьорски отбор от регионалните дивизии на Азорски острови.

## Кариера в националния тим
Паулета е извикан в националния тим на Португалия през 1997 година. Попада в групата за Евро 2000, но не изиграва нито един мач. На Мондиал 2002 вкарва хеттрик на Полша, но Португалия отпада още в предварителните групи. Участва на Евро 2004 и Мондиал 2006. След световното в Германия се отказва от националния тим.